# Heterocerus mastersi
Heterocerus mastersi là một loài bọ cánh cứng trong họ Heteroceridae. Loài này được MacLeay miêu tả khoa học đầu tiên năm 1873.